# ロロノア・ゾロ
ロロノア・ゾロ（Roronoa Zoro）は、尾田栄一郎の漫画『ONE PIECE』に登場する架空の人物。

## 人物
海賊「麦わらの一味」戦闘員→剣豪。異名は「海賊狩りのゾロ」。「最悪の世代」の一人。ルフィの最初の仲間。両手の二刀に加え、3本目の刀を口に咥えて振るう「三刀流」の剣士。「覇王色の覇気」の持ち主。一人称は「おれ」。
一味の中ではルフィに次ぐ主力で、敵組織のナンバー2や剣士を相手にすることが多い。海軍や他の海賊団からは一味のナンバー2として認識されており、スモーカーは「（ルフィの）相棒」、バルトロメオは「副船長」と見なしている。また、一味の中で唯一、ルフィの義兄であるエース・サボの両名と顔を合わせている。

### 容姿
短く刈った緑色の頭髪、左耳に3つ付けた雫型のチャームを下げた金のピアス、腹巻が特徴。左胸から右腹部にかけてミホークとの戦いで斬られた傷、両足首にリトルガーデンで拘束から逃れるために自らの足を切断しようとした際の傷があり、新世界編からは左目にも傷がある。なお、ゾロの容姿と剣の所作は、大叔父(フリコの弟)でワノ国の鈴後の大名であった霜月牛マルと瓜二つである。
強敵と勝負する際には気合を入れるため、普段は左腕に巻いている黒手拭を頭に巻く。一般的な武士とは逆に、刀を腰の右側に挿している。また、刀を口に咥えながらでも話すことができる。

### 性格
クールでストイックな武士道精神の持ち主。皮肉屋だが、根は心優しい性格。極度の方向音痴で、方角の概念すら理解しておらず、仲間が目を離すとすぐにどこかへ行ってしまう。仲間からはゾロを一人で行動させることを避けられているものの、本人にその自覚は一切なく、はぐれても仲間を迷子扱いにする。無骨かつ力づくで物事を解決する傾向が強いが、頭も切れる。非常に酒好きであり、一味内ではジンベエに次ぐナンバー2の酒豪。
ルフィの言動への理解は深く、彼を船長として立てて時に厳しく支えながらも、その決断には絶大な信頼を置いている。一味が窮状となった場合は、ゾロの冷静で峻厳な姿勢が一味の引き締め役となることもある。
軟派なサンジとは犬猿の仲で、相性の悪さからいつも喧嘩をしており、サンジからは「マリモヘッド」「クソ剣士」「迷子マリモ」などと渾名を付けられている一方、ゾロもサンジに「エロコック」「眉毛」などと言い返している。だが、戦闘に関する互いの実力は認め合っており、非常時の呼吸は抜群に合っている。また、よく単独行動をとるサンジに苦言を呈することがあるが、同時に気にかけてもいる。サンジほどではないが女性には甘いところがあり、本人も「斬りたくないものはある」とそれを認めている。
船内では鍛錬を積んでいるか、寝ていることが多い。後者に関しては、船外でもよくその光景が見られ、滅多なことでも中々起きない。

### 信条
「世界一の剣豪になる」という野望のために強さを求道している。強敵や死線も己を高めるものとして好んで挑む。一切の妥協がない武士道精神を持ち、己の命よりも信念を貫くことを優先する。また、自分が海賊であることを自覚しており、ルフィと同じくヒーローとして扱われることは好まない。サニー号に置いてある本は、武術の本や武器図鑑、高額賞金首の手配書集などである。

## 関係者
霜月くいな
ゾロの幼馴染であり、生涯一度も勝てなかった少女剣士。ゾロより少し年上。
道場一番の実力者だったが、くいな自身は女である自分では成長に限界があり、世界一の剣豪になることはできないと悩んでいた。その悩みをゾロに打ち明け、ゾロとどちらが世界一の剣豪になるか勝負と約束するが、その翌日に事故死してしまう。くいなを喪ったゾロは、天国にいる彼女まで名前が届くような世界一の剣豪を目指すという野望を抱く。
祖父・コウ三郎がゾロの祖母・フリコと同じく霜月家の出身であることから、ゾロとくいなは遠縁の親戚にあたる。
霜月コウシロウ
ゾロが通っていた剣道場の師匠。くいなの父で、霜月コウ三郎の息子。
娘の死後、形見である「和道一文字」をゾロに託した。彼の「鉄をも斬るが何も斬らない剣」という教えは、ゾロが「物の呼吸」を知るきっかけとなった。
霜月コウ三郎
ワノ国出身の刀鍛冶。ゾロの故郷「シモツキ村」を作った人物。コウシロウの父でくいなの祖父。
少年時代のゾロに「スナッチ」の掛け声を教え、自分が打った刀を譲った。当時のゾロはコウ三郎の素性を知らず、「村のジジー」と呼んでいた。ワノ国編でゾロは、コウ三郎が「和道一文字」や「閻魔」の製作者であることを知った。
霜月リューマ
ワノ国で「刀神」と崇められる伝説の侍。数百年前に生きた人物。
ゾロの父方の祖母・霜月フリコはリューマの血を引いているため、ゾロもリューマの子孫にあたる。
スリラーバーク編でゾロはリューマのゾンビに勝利し、リューマの愛刀だった「秋水」を貰い受けた。ワノ国編にて、「秋水」はリューマの墓に返還された。
ジュラキュール・ミホーク
王下七武海の一人。世界中の剣士の頂点に君臨し、ゾロが最大の目標とする存在。
バラティエで初めて相見え、圧倒的な実力でゾロを下す。その際、ゾロの強い心力を感じ取り、「強き者」と認めて再戦の約束を交わした。その後クライガナ島で再会し、野心を捨ててまで自分に教えを乞う姿勢を見せたゾロに2年間の修業をつけた。
ヨサクとジョニー
ゾロが賞金稼ぎ時代に一時行動を共にしていた、2人組の賞金稼ぎ。
2人ともゾロを「兄貴」と呼び慕っている。バラティエ近海で再会し、ココヤシ村まで行動を共にした。
アニメ第135話のオリジナルストーリーでは、ゾロが2人と出会い慕われるようになったエピソードが描かれている。
たしぎ
海兵。くいなと瓜二つの女性剣士。
顔だけでなく女性としての立場に悩む考えもくいなと似ており、出会った当初ゾロは「パクリ女」と呼んでいた。身に覚えがないたしぎからは反発され、互いに苦手意識を持っている。
光月日和
ワノ国一の遊女「小紫」であり、おでんの娘にしてモモの助の妹。
ゾロにワノ国の秘宝「秋水」を国に返させる代わりに、父の形見である名刀「閻魔」を譲った。

## 来歴

### 過去
ロロノア・アラシとテラとの間に生まれるが、物心がついた頃には両親共に亡くなっている。幼い頃、コウシロウが師範を務める「東の海」シモツキ村の「一心道場」で剣術を習い、世界一の剣豪となることを夢見ていた。当時から剣術の実力は高く、大人相手に勝利を収めるほどだったが、コウシロウの娘のくいなにだけは勝てなかった。
ある夜、くいなに真剣での勝負を挑み、通算2001敗目を喫するが、勝負後彼女から女としての悩みを打ち明けられ、「2人のうち、どちらかが世界一の剣豪になる」という約束を交わした。しかしその翌日、くいなは階段で転倒し亡くなってしまう。ゾロはくいなとの約束を果たすため、自分の名前が天国にいる彼女まで届くほどの「世界一強い大剣豪」になる野望を誓い、くいなの形見として名刀「和道一文字」を譲り受ける。
やがて、世界最強の剣士「鷹の目の男」を探すため海に出るが、故郷に戻れなくなってしまう。生活費を稼ぐため目についた賞金首を捕まえていたところ、いつの間にか「海賊狩りのゾロ」として賞金稼ぎ扱いされ、「東の海」で名を馳せるようになった。また、この頃に「バロックワークス」から勧誘されるがこれを蹴り、当時のMr.7を返り討ちにしている。

### サバイバルの海 超新星編
東の海編
放浪の最中、シェルズタウンでリカを助けるため、モーガン大佐の息子ヘルメッポの飼い狼を斬ったことで海軍に捕まり、磔にされた状態で飲まず食わずで1か月耐え抜いたら解放すると約束される。その9日後、自分の噂を聞きつけてきたルフィから仲間に誘われるも、悪党になる気はないと一旦は拒否。しかし、ヘルメッポは始めからゾロを処刑するつもりだったことを知ったルフィとコビーに救出され、ルフィの仲間になることを決意。ルフィと共に町を支配していたモーガンを倒した。
シェルズタウンを出て海をさまよっていた折に、ルフィが大鳥に連れ去られてしまい、彼を追いかけてオレンジの町に到着する。バギー海賊団に捕まったルフィを助けるためバギー海賊団と交戦し、船長であるバギーを剣術でバラバラにするも、能力で生きていたバギーに後ろから腹部を刺されてしまう。しかし、ルフィに向けられていた「特製バギー玉」をバギー達に向けて発砲し、ルフィの救出に成功する。再びルフィと共にバギー海賊団の元に殴り込み、バギー海賊団No.2のカバジとの戦いではバギーから受けた傷を執拗に攻撃されるが、格の差を見せつけてカバジを倒した。
シロップ村では、クロネコ海賊団船長・百計のクロのカヤ暗殺計画を阻止するためウソップに加勢。クロネコ海賊団幹部のニャーバン・兄弟（シャム＆ブチ）と対決する。初めは刀を2本奪われ慣れない一刀流の戦いを強いられたが、ナミのおかげで刀を取り戻しシャムとブチを一撃で倒す。ジャンゴの催眠術で復活したブチも再度撃破し、ウソップのジャンゴ撃破にも手を貸した。
シロップ村を出港後、航海中に再会したヨサクとジョニーの提案で、コックを仲間にするために海上レストラン「バラティエ」に行く。そこでクリーク海賊団を追って「東の海」に現れた世界最強の剣士・ジュラキュール・ミホークと相見える。三刀流の攻撃を小刀で軽々と捌かれ、一太刀も浴びせることができず刀を2本折られて完敗を喫した。「背中の傷は剣士の恥」としてミホークの一太刀を正面から受けるが、ミホークから死をも恐れぬ心力を評価されたことで止めは刺されず、再戦を約束される。その際ルフィに「世界最強の剣豪になる日まで二度と敗けない」と誓った。その後、姿をくらませたナミを追うため、ウソップと共に先にバラティエを離れる。
アーロンパークでは航海中にアーロン一味に見つかり、ウソップとジョニーに置き去りにされ捕まるが、後にナミに解放された。アーロンパークでの戦いでは、六刀流の使い手であるタコの魚人・はっちゃんと戦う。ミホークから受けた傷口が開き窮地に陥るも、不屈の精神で痛みに耐え、ヨサクとジョニーから刀を借りてはっちゃんに勝利した。さらにサンジがルフィを救出するための時間稼ぎでアーロン一味船長・アーロンと交戦するも、戦線復帰したルフィに強制的に退場させられる。ルフィがアーロンを倒した後、漁夫の利を狙うかのごとく現れた海軍大佐のネズミを成敗した。
ローグタウンでは刀を買うため立ち寄った武器屋にて、妖刀「三代鬼徹」を見つけ、運試しをして呪いを捻じ伏せる。さらにその姿に心を打たれた店主のいっぽんマツから、名刀「雪走」も譲り受けた。また、亡きくいなに容姿が酷似している海軍の女剣士・たしぎと出会う。海軍から逃走する際、彼女に勝利したものの、止めを刺さなかったことで口論になる。
アラバスタ編
ウイスキーピークでは、寝込みを狙った秘密犯罪会社「バロックワークス」の賞金稼ぎ100人を返り討ちにする。しかし、ルフィから飯を食べさせてくれた恩人を斬ったと疑われ本気の戦いに発展。割り込もうとした「バロックワークス」オフィサーエージェントのMr.5ペアを一蹴し、ナミの介入によりルフィと和解した。リトルガーデンではサンジとの狩り勝負の最中、Mr.3に捕らえられてしまう。蝋に固められた足を切断して戦う覚悟だったが、ウソップらの活躍で解放され、Mr.5を撃破した。
ドラム島では、船番中に寒中水泳をし、上がる岸を見失ってしまう。ウソップ達と合流後、ドルトンを連れドラム城に向かった。
アラバスタ上陸前、変身能力を持つMr.2（ボン・クレー）への対抗策として、二段構えの印を考案した。レインベースでは、「バロックワークス」社長・クロコダイルのいるカジノ「レインディナーズ」に乗り込み捕らえられるが、サンジによって解放された。その際、船長命令で居合わせたスモーカーを救出した。アルバーナでは、オフィサーエージェント最強の男であるMr.1（ダズ・ボーネス）と対決。全身を刃物と化す「スパスパの実」の能力に追い込まれるが、「呼吸」を知り辛くも勝利を収める。アラバスタの動乱終結後、「ウイスキーピーク」での百人切りと、名の通ったダズを倒した実力から6000万ベリーの賞金首となった。
空島編
空島では不法入国などの罪に問われ、ナミらと同様「神の島」にある生贄の祭壇へ連行される。
サバイバルでは上陸早々仲間とはぐれてしまったが、シャンディアの戦士・ブラハムを新しく得た力「飛ぶ斬撃」で下す。島の探索を続けるも道に迷い、出発した生贄の祭壇に戻ってきてしまう。その後、自分の弁当目当てでついてきたサウスバードにバッグごと持ち去られ、上層遺跡に落とされる。うわばみに飲み込まれてしまったナミ達の救出を試みながら、神官オームとの激戦を制する。しかし、神・エネルの能力には歯が立たず敗れた。復活後、ナミのメッセージを受け取り、「巨大豆蔓」を攻撃してルフィを援護した。
ウォーターセブン編
ロングリングロングランドでのフォクシー海賊団とのデービーバックファイトでは、2回戦「グロッキーリング」に出場し、サンジと組んでグロッキーモンスターズと対戦。敵側の度重なる反則攻撃で追い詰められたが、サンジとの息の合った連携で形勢逆転し、勝利を収めた。海軍本部大将・青雉との戦いでは、ヒエヒエの実の能力で左腕を凍結させられ、ルフィの船長命令に従いサンジと共に身を引いた。
ウォーターセブンでは船番をし、寝込みを襲ってきたフランキー一家を返り討ちにする。さらに、ウソップが襲われメリー号の修理費を奪われたことで、ルフィ・サンジ・チョッパーと共にフランキー一家の本拠地「フランキーハウス」を壊滅させた。その翌日、ロビンの一味脱退の真相を知るべく、ルフィ達と共にガレーラカンパニー本社に乗り込むが、「CP9」のロブ・ルッチの攻撃で吹き飛ばされ、海へ転落。迷い込んだ裏町で誤って煙突に足を滑らせはまってしまうが、チョッパーが持ってきた三代鬼徹で煙突を破壊し脱出する。エニエス・ロビーへ向かう線路上では、海軍本部大佐・Tボーンを撃破した。
エニエス・ロビーでは、カクおよびジャブラとの戦闘中にふとした事からそげキング（ウソップ）と海楼石の手錠で繋がってしまったが、ナミがカリファから奪った鍵で解放され、カクとの一騎討ちを挑む。キリンの能力を得たカクに翻弄されるが、新たな戦闘方法「鬼気九刀流」で撃破し、ロビンの手錠の鍵を奪うことに成功した。ロビン奪還後、海軍との戦闘において、海軍本部大佐・シュウの「サビサビの実」の能力で「雪走」を破壊されてしまう。エニエス・ロビー崩壊後、懸賞金は倍額の1億2000万ベリーに上がった。ウソップが一味に戻ろうとしていた際には、彼を迎えに行こうとしたルフィ達を制止し、「ウソップの方から謝らない限り、復帰を認めるべきではない」と戒めた。
スリラーバーク編
ルフィ達と共に後からスリラーバークに上陸するが、「王下七武海」の1人であるゲッコー・モリアに影を奪われる。フランキーから伝説の侍のゾンビの事を聞くと、ブルックに代わって彼の影が入れられた将軍ゾンビ・サムライ・リューマと交戦。自分と同等の筋力を持つリューマに勝利し、彼が使っていた名刀「秋水」を譲り受けた。その後、ルフィの影が入れられた特別ゾンビ・オーズを一味総出で撃破し、さらにモリアをルフィが倒したことで影を取り戻した。
しかし、直後に現われたバーソロミュー・くまの攻撃で、麦わらの一味は壊滅状態に陥る。唯一起き上がったゾロは、自らが身代わりとなることでルフィを見逃すように懇願し、ルフィおよび一味は守られた。しかし、くまの能力によって弾き出されたルフィのダメージを文字通り「身代わり」として引き受けたことで、瀕死の重傷を負う。
頂上戦争編
シャボンディ諸島では1人で散歩に出かけた際、天竜人のチャルロス聖と遭遇し、相手が発砲してきたため切りかかろうとしたが、超新星の一人であるジュエリー・ボニーに制止された。ケイミー解放後のパシフィスタとの戦闘では、くまに与えられた痛みに苦しむも一味総出でこれを撃破。しかし、その後に現れた海軍本部大将・黄猿の攻撃を受け、さらに本物のくまによってクライガナ島・シッケアール王国跡地まで飛ばされる。瀕死の状態だったが、先に同じ場所に飛ばされていたペローナに介抱される。
マリンフォード頂上戦争終結後、島に帰還したミホークから戦争のことを聞かされる。海への道を阻むヒューマンドリルの大群と闘う中、新聞に載っていた「16点鐘」事件からルフィのメッセージを読み取る。そして、いずれ倒すと決めていたミホークに己のプライドを捨てて頭を下げ、剣を教わることになる。

### 最後の海 新世界編
魚人島編
シャボンディ諸島の1番に到着（ペローナが彼に同行しており、方向音痴は全く治っていない）。2年間の修行で成長した剣術で、かつては苦戦したパシフィスタをサンジと共に一撃で倒した。
魚人島では、一足早く竜宮城に招かれる。一度は捕まるが自力で脱出し、成り行きで国王・ネプチューンらを拘束してしまう。直後に現れた新魚人海賊団船長・ホーディ・ジョーンズと水中で交戦し彼を斬り伏せるも、息が持たず捕えられてしまい、後にフランキー達の手で解放された。ギョンコルド広場では魚人島一の剣士であるヒョウゾウを撃破し、格の違いを見せつけた。
パンクハザード編
パンクハザードでは、ルフィ達と同じく偵察隊として上陸し、炎の土地でドラゴン十三號を倒す。氷の土地で仲間と合流した後、トラファルガー・ローに体を分解された侍・錦えもんの胴体探しに同行。途中イエティCOOLブラザーズの奇襲に遭い、崖下に落ちてしまうが事なきを得る。錦えもんの体が元に戻ると、彼の息子救出に手を貸すため研究所に突入し、ビスケットルームでドンキホーテファミリー幹部・モネと交戦。途中で合流したたしぎにモネの相手を任せて傍観していたが、苦戦するたしぎに助太刀し、自然系の能力者であるモネに身体の自由を奪うほどの恐怖を与えて打ち負かした。
ドレスローザ編
ドレスローザの港町アカシアの酒場で、トンタッタ族のウィッカに「秋水」を盗まれてしまう。捕まえたウィッカを花畑のリク王軍決起本部に連れて行き、その後コロシアムに向かう。そこでローがドンキホーテ・ドフラミンゴに連れ去られる現場を目撃し、救出に乗り出すも海軍本部大将・藤虎に阻まれる。コロシアムから抜け出したルフィと共にロー救出のため王宮に向かい、立ちはだかったファミリー最高幹部のピーカを引き受ける。
ウソップのSOP作戦成功後にルフィ達と合流し、町と同化し石の巨人と化したピーカと再び交戦。オオロンブスの協力で空に飛び上がり、空中で次々と巨像を斬り裂きピーカを追い詰め、一刀の元に沈めた。その後は町の外れへ向かい、縮んでいく「鳥カゴ」を止めるため尽力した。
ドレスローザでの一件の後、懸賞金が3億2000万ベリーに上がる。手配書の写真は、新世界編の姿に更新された。
ゾウ編
バルトクラブの船で送ってもらい、「ゾウ」に上陸。再会したナミ達から、サンジが「四皇」ビッグ・マムの元に連れて行かれたことを知るが、今見定めるべきなのはカイドウとの戦いであるとして、サンジ奪還に反対した。サンジ奪還の為にホールケーキアイランドに向かうルフィ達と一旦別れ、カイドウがいるワノ国へと先行する。
ワノ国編
ワノ国では、花の都で浪人「ゾロ十郎（ゾロじゅうろう）」になりすまし、反乱の意志のある者に決戦の日と集合場所を記した札を渡して回る任についていた。辻斬りの濡れ衣を着せられて奉行に捕らえられ、切腹を命じられるが、奉行が犯人だと見抜き、切腹刀で斬り伏せる。このことで指名手配されてしまい、流れ着いた九里の荒野でルフィと再会。以降ルフィ達と行動を共にするが、おでん城跡へ向かう途中、いつの間にかはぐれてしまう。
迷い込んだ船の上で太鼓持ちのトの康 と出会い、狂死郎一家の下っ端に絡まれた所を助けた礼として、彼が住むえびす町でもてなされる。そこで僧兵の牛鬼丸に「秋水」を盗まれてしまい、鈴後のおいはぎ橋で彼と戦う。その最中、花の都から逃げてきた日和とトコが現れ、彼女らを狙うオロチの刺客・人斬り鎌ぞうと交戦する。深手を負わされながらも鎌ぞうを撃破し、日和から傷の手当てを受ける。
翌日、羅刹町でトの康が処刑され、怒りに任せてオロチを攻撃するが、狂死郎に阻まれる。日和をオロチお庭番衆から護衛しながら都を脱出し、翌日、「秋水」を取り戻すため鈴後に戻り、牛鬼丸を追い詰めるが逃げられる。そこで日和から提案を受け、「秋水」をワノ国に返す代わりに、彼女の父おでんが持っていた伝説の名刀「閻魔」を譲り受けることになる。編笠村で飛徹から「閻魔」を受け取り、覇気を勝手に吸い取る「閻魔」を使いこなすため、修業を始める。
鬼ヶ島への討ち入りでは、クイーンがばらまいた氷鬼ウイルスの抗体をスクラッチメン・アプーから奪い、チョッパーに託す。ドーム屋上の戦いでは、カイドウとビッグ・マムに「閻魔」や「狐火流」の技で対抗するも、「四皇」2人の合体攻撃「覇海」を1人で受け止めたことで、全身数十本の骨を折る重傷を負う。しかし最後の力でカイドウに「覇王色の覇気」の片鱗を見せる渾身の一撃を与え、ローと共に城内に退避する。サンジに応急処置を施され、ミンク族の薬で超回復して復活すると、百獣海賊団大看板・キングと交戦。動物系古代種の能力とルナーリア族の特異体質を併せ持つキングに加えて、覇気を勝手に吸い取る「閻魔」に苦しめられる。だが、少年時代に出会った閻魔の製作者である霜月コウ三郎の話を思い出し、閻魔は純粋に自分を試しているだけで、足りないのは自身の力だと悟り、「覇王色の覇気」が完全に覚醒。キングの異常な耐久力の秘密を見抜き、閻魔の性質を利用した新たな戦闘方法「閻王三刀流」でキングに勝利した。しかし、「一時的な超回復の代わりに後で倍のダメージを受ける」という薬の副作用によって死神を見るほどの危篤状態に陥り、7日後にようやく目を覚ました。
ワノ国編後、懸賞金が11億1100万ベリーに上がる。
エッグヘッド編
ブルックと共に船番としてサニー号に残り、サニー号を破壊しようとした「CP-0」のカクと2年ぶりに再戦する。Dr.ベガパンク「本体」が失踪した後はルフィと共に指令室に待機していたが、突如反逆したセラフィムのS-ホークとS-ベアに対抗するため、不本意ながらルッチとカクを解放し、一時共闘する。セラフィムを捕縛し脱出の準備を進める中、黄猿のドーム内への侵入に乗じてベガパンクを抹殺しようとしたルッチと交戦する。しばらく膠着状態が続いたが、駆け付けたジンベエと通話するサンジの「足手まとい」という一言に怒りルッチに深手を負わせる。ジンベエの介入で戦いは中断し、戻ったサニー号で五老星の一人であるイーザンバロン・V・ナス寿郎聖と刀を交えた。
エルバフ編
エルバフへ向かう航路でロードに誘拐され、ブロックの国に閉じ込められるも、ムギンを撃破し脱出。ゲルズ達の案内で「陽界」へ移動し、エルバフの民から歓迎を受ける。宴の最中、ロキを解放しようとするルフィの思惑を知り、錠の鍵を探すために向かったアウルスト城で、元ロジャー海賊団のクルー・スコッパー・ギャバンと交戦。その後、ルフィと共に冥界へ移動し、ロキの解放に立ち会う。

## 刀
和道一文字（わどういちもんじ）
大業物21工の一振り。白塗鞘太刀拵・直刃。時価は1000万ベリー以上。製作者はくいなの祖父であるワノ国の名工・霜月コウ三郎。
親友・くいなの形見であり、くいなの死後に彼女の父コウシロウから貰い受けた。三刀流の際は、基本的にこの刀を口に咥える。一刀流の際にも多く用いられる。
三代鬼徹（さんだいきてつ）
業物の一振り。革包太刀拵・乱刃・五の目乱。時価は100万ベリー以上。製作者はワノ国の名工・天狗山飛徹。
悪名高い鬼徹一派の妖刀であり、歴代の所有者がことごとく悲運の死を遂げたという逸話がある。石の斧を容易く切り裂く切れ味を持つ。ゾロ自身の運によって呪いを捻じ伏せたことにより、「雪走」と共にローグタウンの武器商・いっぽんマツから譲り受けた。妖刀ゆえに、近くにあればゾロはその存在を感知できる。
雪走（ゆばしり）
良業物50工の一振り。黒漆太刀拵・乱刃・小丁字。
元々はいっぽんマツの家宝だったが、「三代鬼徹」と共にいっぽんマツから譲り受けた。軽量で扱い易い刀。エニエス・ロビーでの戦闘において、「サビサビの実」の能力者であるシュウに破壊される。その後もしばらくはゾロの腰にあったが、「秋水」を手に入れたことを切っ掛けにスリラーバークに建てられたルンバー海賊団の墓の側に供養された。
秋水（しゅうすい）
大業物21工の一振り。黒刀。乱刃・大逆丁字。
雪走に比べるとかなり重いが、破壊力は非常に高い。元はワノ国でリューマの遺体と共に埋葬されていたが、カイドウとの戦いに敗れたゲッコー・モリアによって盗み出されていた。「スリラーバーク編」でリューマに勝利したことで貰い受け、雪走に替わるゾロの新たな刀となる。「ワノ国編」で牛鬼丸によってゾロの手から奪われ、リューマの墓に返還された。
閻魔（えんま）
大業物21工の一振り。製作者は霜月コウ三郎。
地獄の底まで切り伏せると称される、光月おでんのかつての愛刀。カイドウに唯一傷をつけた伝説の刀でもある。持ち主の覇気を勝手に放出して必要以上に切断する妖刀に似た特性を持ち、普通の剣士では力を吸われ干からびて倒れてしまう。コウ三郎曰く「人生最高の一振り」で、性格はド真面目だという。手にしただけで寒気を感じたことから地獄の大王に因んで「閻魔」と名付けられた。
「閻魔」を手懐けることができたのは唯一おでんのみで、今でもおでんの気配を感じるほどの異常な覇気を纏っているという。また、日和の三味線の音に反応して暴走する描写がある。
おでんの死後、娘の日和に託されていたが、「秋水」をリューマの墓に戻す代償としてゾロに譲られた。
その他の刀
物語開始当初は「和道一文字」に加え、黒の拵の刀を二振り使用していた。この2本の刀は幼少期に霜月コウ三郎から譲り受けたものであり、コウ三郎曰く「ナマクラ」とのことである。「東の海編」の対ミホーク戦で破壊され、「東の海編」の対はっちゃん戦ではヨサクとジョニーの「菜斬り刀」を借りた。「ウォーターセブン編」の対シュウ戦で「雪走」を破壊された際は、倒した海兵のものと思われる剣を使用している。「ワノ国編」で牛鬼丸に「秋水」を奪われた後の対人斬り鎌ぞう（キラー）戦では、鎌ぞうから奪った鎌を口にくわえて使用している。
アニメオリジナルエピソードでは、賞金稼ぎ時代に長ドスを使用していた描写がある。

## 戦闘方法
基本的に三刀での技を操るが、一刀・二刀での技も多く持ち、さらには無刀によって強大な力の受け流しなども見せたことがある。剣士でありながら徒手空拳や蹴りで敵を倒したり、素手で力自慢の相手を封じ込んだことも幾度かある。生命力が極めて高く、致命傷や重傷を受けてもそれを押して戦いに身を投じる。足の速さは一味の中では5番目で、作者曰く短距離の瞬発力だと上位にいくが、50m走だとコースアウトも考えられるという。アラバスタ編では「呼吸」を知ったことで鉄をも切断することが可能になる。空島編では遠方の相手に斬撃を浴びせる「飛ぶ斬撃」、ウォーターセブン編では気迫による幻像を利用する「鬼気九刀流」を会得。
新世界編からは、かつては苦戦したパシフィスタをも一刀両断するほど剣の腕を上げており、覇気も会得している。得意な色は武装色。ルフィと同じく「覇王色の覇気」を持っており、ワノ国編のキングとの戦いで完全に覚醒した。
技名は動物・食品・仏教用語などに由来する語呂合わせが多い。修業を終えた2年後には、それぞれの技の強化版を使用するようにもなっている。

### 三刀流
両手と口に銜えた3本の刀を操り戦う、ゾロのオリジナルかつ最も得意とする戦闘方法。

#### 通常技
鬼斬り（おにぎり）
ゾロの代名詞といえる技。両腕を交差させて剣先を上に向けた構えから、すれ違いざまに両腕を開きながら斬り付ける。両手の刀で左右の逃げ道を、口の刀で上への逃げ道を封じる。「東の海編」の対カバジ戦で初使用。名称の由来はおにぎり。
焼鬼斬り（やきおにぎり）
刀身が燃えた状態で繰り出す「鬼斬り」。斬撃と同時に炎を浴びせる事で威力が格段に増加する。「アラバスタ編」の対Mr.5戦で初使用。名称の由来は焼きおにぎり。
艶美魔夜不眠鬼斬り（えんびまよねずおにぎり）
刀身が揺らめいて見えるほどの闘気を立ち上らせて繰り出す「鬼斬り」。「ウォーターセブン編」の対エニエス・ロビーの役人戦で初使用。名称の由来は「エビマヨネーズおにぎり」。
煉獄鬼斬り（れんごくおにぎり）
「鬼斬り」の「新世界編」強化版。「魚人島編」の対ヒョウゾウ戦で初使用。
虎狩り（とらがり）
両手の刀を口の刀の後方に背負った構えから、振り降ろして斬り付ける。「東の海編」の対ニャーバン・兄弟戦で初使用。
極虎狩り（ウルトラがり）
「虎狩り」の「新世界編」強化版。「パンクハザード編」の対ドラゴン十三號戦で初使用。
虎虎婆 彪狩り（ここば まだらがり）
「覇王色の覇気」と「武装色の覇気」を三刀に纏わせ、両手の刀を逆手に持ってすれ違いざまに相手を斬り裂く「虎狩り」の強化版。「エッグヘッド編」の対ルッチ戦で初使用。
刀狼流し（とうろうながし）
相手の攻撃を受け流しながら斬り付ける。力技を主体とするゾロには珍しい「柔の剣」。「東の海編」の対はっちゃん戦で初使用。
龍巻き（たつまき）
両腕を前方に出して刀を寝かせた構えから、回転斬りで竜巻を発生させ、斬り刻みながら吹き飛ばす。攻撃範囲が広く複数相手に有効。「東の海編」の対はっちゃん戦で初使用。「デービーバックファイト編」の対ピクルス戦では、刀が使えない場合の素手による戦闘方法「無刀流」で初使用。
黒縄・大龍巻（こくじょう・おおたつまき）
「龍巻き」の「新世界編」強化版。鉄の盾が果物のように切れるほどの威力を誇り、巻き起こった斬撃の旋風はしばらく消える事なく進み続ける。「魚人島編」の対新魚人海賊団戦で初使用。劇場版『GOLD』の対ダイス戦では、武装色の覇気を纏った両腕による「無刀流」で使用。
牛針（うしばり）
両腕を交差させて剣先を前方に向けた構えから、突進と同時に突きを連続で繰り出す。「アラバスタ編」の対Mr.1（ダズ・ボーネス）戦で初使用。
蟹獲り（ガザミどり）
3本の刀を平行に構え、両腕を開いて挟むように斬り付ける。「アラバスタ編」の対Mr.1（ダズ・ボーネス）戦で初使用。
鴉魔狩り（カラスまがり）
宙に飛び、周囲にある対象物を瞬時に切り裂く。鉄の砲弾をも両断する切れ味を誇る。「ウォーターセブン編」の対フランキー一家戦で初使用。
牛鬼 勇爪（ぎゅうき ゆうづめ）
両手の刀の剣先を前方に向けた猛牛の構えから、突きを繰り出して相手を吹き飛ばす。「ウォーターセブン編」の対Tボーン戦で初使用。名称の由来は「ぎゅうぎゅう詰め」。
二剛力斬（ニゴリザケ）
「一剛力羅（いちゴリラ）」「二剛力羅（にゴリラ）」の順で両腕に力を込めて斬撃を繰り出す。「ウォーターセブン編」の対カク戦で初使用。劇場版『GOLD』の対ダイス戦では二刀流で使用。
豹琴玉（ヒョウキンダマ）
豹が獲物を狩るような前傾姿勢から、回転を加えた突進で襲い掛かる。回転によって生まれた突風にも斬撃が伴う。「ウォーターセブン編」の対カク戦で初使用。
大・仏・斬り（だいブツぎり）
塔のような大きな対象物をぶつ切りにする。「スリラーバーク編」の対オーズ戦で初使用。
夜叉鴉（やしゃガラス）
三刀を「＊」の字状に構え、前転しながら複数回斬り付ける。通過した跡には鳥の足跡のような傷が残る。「スリラーバーク編」の対オーズ戦で初使用。
青龍印 流水（せいりゅういん りゅうすい）
青い龍の気を纏い、突進して峰打ちを行う。劇場版『Z』の対アイン戦で使用。

#### 奥義
三・千・世・界（さん・ぜん・せ・かい）
両手の刀を回転させ、右腕を後方、刀を逆手に持った左腕を前方に出して斬り付ける。「東の海編」の対ミホーク戦で初使用。ミホークには見切られてしまったが、その後の強敵たちとの戦いでは決定打となっている。対ピーカ戦で披露された前口上は「九山八海斬れぬ物なし」。
最初は右手を時計回り、左手を反時計回りに刀を指で回してカウンターとして使う技だったが、2回目以降は掌全体で刀を回し、両手共に時計回りで回して突進する技に変更された。
一大・三千・大千・世界（いちだい・さんぜん・だいせん・せかい）
武装色の覇気を纏い硬化させた刀で繰り出す「三・千・世・界」。前口上は「九山八海一世界、千集まって"小千世界"、三乗結んで斬れぬ物なし」。「ドレスローザ編」の対ピーカ戦で初使用。
六道の辻（ろくどうのつじ）
一瞬で対象を6つに斬り分ける。「魚人島編」の対クラーケン（スルメ）戦で初使用。

#### 閻王三刀流
閻魔の特性を利用した、全ての刀に「覇王色の覇気」を放出した状態での三刀流。刀に緑色の炎のようなオーラが発生し、技の威力が飛躍的に上がるが、覇気を大量に放出するため長くは使用できない。
煉獄鬼斬り（れんごくおにぎり）
「閻王三刀流」で繰り出す「煉獄鬼斬り」。アスタリスク状に放たれた斬撃で大岩をも容易く切断した。「ワノ国編」の対キング戦で初使用。
一百三情 飛龍侍極（いっぴゃくさんじょう ひりゅうじごく）
「閻王三刀龍」状態で、上空から落下し、両手の刀を振り下ろしながら相手を斬り伏せる。キングの「御守火龍皇」や刀、片翼をまとめて一刀両断する威力。「ワノ国編」の対キング戦で初使用。

### 二刀流
刀2本を使った戦闘方法。ゾロが少年時代に得意としていた。
鷹波（たかなみ）
斬撃によって波状の衝撃波を発生させる。攻撃範囲が広く複数相手に有効。「アラバスタ編」の対ミリオンズ戦で初使用。アニメでは「三刀流」でも使用している。
犀回（サイクル）
2本の刀を逆手に持って剣先を上に向けた犀の構えから、回転斬りで相手を斬り刻みながら吹き飛ばす。「ウォーターセブン編」の対フランキー一家戦で初使用。
弐斬り（にぎり）
2本の刀を平行に持つ構え。この構えから以下に挙げる斬撃を繰り出していく。名称の由来は寿司の握り。
登楼（とうろう）
2本の刀を平行に斬り上げる。「ウォーターセブン編」の対カク戦で初使用。名称の由来はトロ。
応登楼（おうとうろう）
2本の刀を平行に振り下ろす。「ウォーターセブン編」の対カク戦で初使用。名称の由来は大トロ。
閃（ひらめき）
2本の刀を平行にして横斬りを繰り出す。「ウォーターセブン編」の対カク戦で初使用。名称の由来はヒラメ。
砂紋（さもん）
2本の刀を平行にして袈裟斬りを繰り出す。「ウォーターセブン編」の対カク戦で初使用。名称の由来はサーモン。
魔熊（まぐま）
2本の刀を平行にして前方に押し出す。「スリラーバーク編」の対リューマ戦で初使用。
登楼砂紋（とうろうさもん）
「登楼」と「砂紋」の合わせ技。2本の刀を平行にして斜めに斬り上げる。「ワノ国編」の対ホーキンス戦で初使用。
空狸槍（クリアランス）
2本の刀を振り下ろし、衝撃波を放った反動で吹き飛ぶように空中を移動する。「ワノ国編」の対キング戦で初使用。

### 一刀流
刀1本を使った戦闘方法。ゾロ自身はシャムとの戦闘の際に「あまり得意じゃない」と語っていた。
飛竜 火焔（ひりゅう かえん）
飛竜の如く飛び上がり、上空から相手を斬り付ける。摩擦熱によって切り口から発火する。「スリラーバーク編」の対リューマ戦で初使用。
厄港鳥（ヤッコウドリ）
三日月形の飛ぶ斬撃を放つ。「魚人島編」の対ホーディ戦で初使用。
大辰撼（だいしんかん）
殺気を放ちながら相手に突進し、一刀両断する。「パンクハザード編」の対モネ戦で初使用。
馬鬼（バキ）
迫りくる相手を一刀両断する。「ドレスローザ編」の対ピーカ戦で初使用。
酔い醒まし 喝抜刀（よいざまし かつばっとう）
凄まじい勢いで相手に突っ込み、寸止めする。アニメオリジナル『ハートオブゴールド』の対ナオミ戦で使用。

### 居合（いあい）
素早く刀を抜いて一瞬で相手を斬り付ける剣術。斬る対象の「呼吸」を知り、読み取ることで鉄をも両断する。
獅子歌歌（ししソンソン）
「一刀流」で行う居合。腰に構えた一刀ですれ違いざまに一瞬で斬り付ける。「アラバスタ編」の対Mr.1戦で初使用。
死・獅子歌歌（し・ししそんそん）
「獅子歌歌」の「新世界編」強化版。「パンクハザード編」の対ドラゴン十三號戦で初使用。
黒刀 死・獅子歌歌（こくとう し・ししそんそん）
「武装色の覇気」を纏い硬化させた刀で繰り出す「死・獅子歌歌」。劇場版『GOLD』の対ダイス戦で使用。
羅生門（らしょうもん）
「二刀流」で行う居合。両腰に一本ずつ刀を構えた状態ですれ違いざまに一瞬で斬り付ける。前口上は「荒廃の世の自我（エゴ）、斬り裂けり」。「ウォーターセブン編」の対海列車で初使用。
極楽安養 羅生門（ごくらくあんよう らしょうもん）
「覇王色の覇気」と「武装色の覇気」を纏わせた二刀を構え、交差させるように振り抜く「羅生門」の強化版。「エッグヘッド編」の対ナス寿郎聖戦で初使用。

### 煩悩鳳（ポンドほう）
常人離れした筋力で繰り出す「飛ぶ斬撃」。基本的には刀の本数に応じた数の飛ぶ斬撃を繰り出し、形は線状であったり扇状であったりする。名称は「ポンド砲」に由来する。
三十六煩悩鳳（さんじゅうろくポンドほう）
「一刀流」で放つ「煩悩鳳」。前口上は「眼・耳・鼻・舌・身・意、人の六根に好・悪・平、またおのおのに浄と染、一世三十六煩悩」。「空島編」の対ブラハム戦で初使用。
三百六十煩悩鳳（さんびゃくろくじゅっポンドほう）
「三十六煩悩鳳」の「新世界編」強化版。「魚人島編」の対深海魚戦で初使用。
七十二煩悩鳳（ななじゅうにポンドほう）
「二刀流」で放つ「煩悩鳳」。威力はカクの嵐脚「白雷」とほぼ互角。「ウォーターセブン編」の対カク戦で初使用。
七百二十煩悩鳳（ななひゃくにじゅうポンドほう）
「七十二煩悩鳳」の「新世界編」強化版。「ワノ国編」の対オロチ戦で初使用。
百八煩悩鳳（ひゃくはちポンドほう）
「三刀流」で放つ「煩悩鳳」。大業物の「秋水」を手に入れてからは、放った斬撃が他の2本を巻き込み、一本の巨大な斬撃へと進化した。前口上は「一世三十六煩悩、二世七十二煩悩、三世百八煩悩」。「空島編」の対オーム戦で初使用。
千八十煩悩鳳（せんはちじゅうポンドほう）
「百八煩悩鳳」の「新世界編」強化版。「ドレスローザ編」の対ピーカ戦で初使用。

### 鬼気九刀流
鬼気迫る凄まじい闘気を立ち上がらせ、相手に三面六臂の鬼神・阿修羅（アシュラ）の幻像を見せる戦闘方法。
阿修羅 弌霧銀（アシュラ いちぶぎん）
「九刀流」状態で突進し、相手の斬撃を霧に変えながらすれ違いざまに斬り付ける。前口上は「苦難上等、好むものなり修羅の道」。「ウォーターセブン編」の対カク戦で初使用。
阿修羅 魔九閃（アシュラ まきゅうせん）
「九刀流」状態で激しく回転しながら相手を斬り付ける。「頂上戦争編」の対パシフィスタ（PX-4）戦で初使用。
阿修羅 抜剣 亡者戯（アシュラ ばっけい もうじゃのたわむれ）
「武装色の覇気」を纏い硬化させた「九刀流」状態で突進し、相手の攻撃を弾き返しながらすれ違いざまに斬り付ける。カイドウによると無意識ながら「覇王色の覇気」も纏っていたらしく、この技で彼の体に大きな傷跡を残した。「ワノ国編」の対カイドウ戦で初使用。名称の由来は落語の「地獄八景亡者戯」。
阿修羅 穿威（アシュラ うぐい）
「九刀流」状態で突進し、相手をすれ違いざまに斬り付ける。劇場版『STRONG WORLD』の対インディゴ戦で使用。

### 狐火流
刀から火を放ち、さらに炎を斬ることができる剣術。元は錦えもんの剣術で、彼の技を見て習得した。
焔裂き（ほむらさき）
炎を斬り裂く。ビッグ・マムのプロメテウスやカイドウの「熱息」をも斬り裂いた。「ワノ国編」の対ビッグ・マム戦で初使用。
焔裂き 六道の辻（ほむらさき ろくどうのつじ）
「焔裂き」に「六道の辻」を合わせた技。炎を6つに斬り分ける。「ワノ国編」の対ビッグ・マム戦で初使用。

### 連携技
ゴムゴムの龍肩肉巻きムチシュート（ゴムゴムのたつエポールまきムチシュート）

ゴムゴムの三百煩悩攻城砲（さんびゃくポンドキャノン）

6億B・JACK POT（ろくおくベル・ジャックポット）

パイレーツドッキング6

大撃剣（だいげっけん）
サンジに「空軍パワーシュート」をしてもらい、フランキーの「ヘビーヌンチャク」の片端に刀を刺して相手に攻撃する。「スリラーバーク編」の対オーズ戦で初使用。
ニー・クラッシュ
フランキーと同時に相手の膝の裏に攻撃する。いわゆる膝カックン。「スリラーバーク編」の対オーズ戦で初使用。
ジェンガ砲

ゴムゴムの悪魔風羊肉JET六百煩悩攻城砲（ゴムゴムのディアブルムートンジェットろっぴゃくポンドキャノン）

## プロフィール
- 所属：賞金稼ぎ→麦わらの一味戦闘員→麦わらの一味剣豪
- 懸賞金：6000万ベリー→1億2000万ベリー→3億2000万ベリー→11億1100万ベリー
- 出身地：東の海 シモツキ村
- 年齢：19歳[14]→21歳
- 誕生日：11月11日[15]
- 身長：178cm（超新星編）[16]→181cm（新世界編）[17]
- 星座：さそり座[17]
- 血液型：XF型[18]
- 趣味：修業、酒[19]
- 好きな島と季節：秋島の秋[20]
- 入浴頻度：週に1回[21]
- 就寝・起床時間：午前4時 - 午前7時（+昼寝）[22]
- 食事関連
  - 好きな食べ物：白米、海獣の肉、酒に合う物[23]
  - 嫌いな食べ物：チョコ（甘すぎる）[24]
  - 得意料理：刺身[25]
  - 氷：食べない[26][注 19]
  - 目玉焼きの好み：両面・しっかり、醤油[27]
  - ワノ国の好物：寿司[28]
  - 一味内での酒の強さランキング：2位[3]
- イメージ関連
  - イメージ動物：サメ[29]
  - イメージナンバー：02[30]
  - イメージカラー：    緑[30]
  - ニオイ（チョッパー談）：鉄のニオイ[30]
  - 家族に例えると：長男[31]
  - イメージ花：アザミ[32]、フジ[33]
  - イメージ国：日本[34]
  - 都道府県に例えると：北海道[35]
  - 職業に就いていたとしたら：警察官[36]
- 人気投票順位：2位（第1回 - 第4回）→3位（第5回）→2位（第6回・第7回）[37]

## キャスト
声優
- 中井和哉（テレビアニメ版、実写ドラマ版・吹替）
- 浦和めぐみ（テレビアニメ版・幼少期）
- 高木渉（OVA『倒せ！海賊ギャンザック』）

俳優
- 坂東巳之助 (2代目)（『スーパー歌舞伎II ワンピース』）
- 池内博之（IndeedコラボCM、2018年）
- 新田真剣佑（実写ドラマ版）

アイスショー
- 田中刑事（ONE PIECE ON ICE（ワンピース・オン・アイス）〜エピソード・オブ・アラバスタ〜）

担当声優の中井和哉とウソップ役の山口勝平の対談によると、ゾロ役はスタッフの満場一致で決まったとのこと。

## その他
名前の由来は、実在の海賊フランシス・ロロノア（フランソワ・ロロネー）。キャラクターの原型は読み切り作品『MONSTERS』の主人公・リューマで、ゾロがパンクハザード編で竜を倒した場面は『MONSTERS』でリューマが竜を倒した場面と似た構図になっている。
2022年1月22日、2016年に発生した熊本地震からの復興プロジェクトである「麦わらの一味 ヒノ国復興編」の一環として、大津中央公園（菊池郡大津町）に等身大のゾロの銅像が設置された。

### 他作品への出演
CROSS EPOCH
ドラゴンボールとのコラボ漫画。ピッコロと共に旅の剣客として登場。『ONE PIECE』内と同じように方向音痴の設定。本作では三刀流は使わずに、「和道一文字」一刀のもとに峰打ちだけでピラッパギー一味に止めを刺している。なお、ゾロ、ピッコロ双方とも角の生えたライオンのような動物を乗り物にしていた。
外部出演ゲーム作品
- ジャンプスーパースターズ
- バトルスタジアム D.O.N
- ジャンプアルティメットスターズ
- JUMP FORCE
- 荒野行動
- モンスターストライク
- パズル&ドラゴンズ
- グランブルーファンタジー